# Héctor Cuevas
Héctor Luis Cuevas (Córdoba Capital, Provincia de Córdoba, Argentina; 31 de agosto de 1982) es un futbolista argentino. Juega de delantero y su primer equipo fue Universitario de Córdoba. Actualmente se desempeña en el Club Atlético Las Palmas, de la provincia de Córdoba, club al que se unió en 2020.
Fue el último jugador en pasar de forma directa por los dos equipos más grandes de Córdoba, de Talleres a Belgrano.

## Clubes
| Club                      | País      | Año           | PJ | G  |
| ------------------------- | --------- | ------------- | -- | -- |
| Universitario de Córdoba  | Argentina | 2002-2003     | 15 | 6  |
| Sarmiento de Junín        | Argentina | 2004-2005     | 10 | 4  |
| 9 de Julio de Morteros    | Argentina | 2005-2006     | 35 | 16 |
| Racing de Córdoba         | Argentina | 2007          | 16 | 10 |
| Talleres de Córdoba       | Argentina | 2007-2008     | 40 | 14 |
| Belgrano de Córdoba       | Argentina | 2008-2011     | 68 | 9  |
| PAS Giannina              | Grecia    | 2011          | 8  | 3  |
| Sarmiento de Junín        | Argentina | 2012- 2013    | 45 | 16 |
| Douglas Haig de Pergamino | Argentina | 2013          | 42 | 10 |
| Sarmiento de Junín        | Argentina | 2014-2015     | 18 | 7  |
| Atlético de San Luis      | México    | 2016          | 13 | 4  |
| Sarmiento de Junín        | Argentina | 2016-2017     | 20 | 1  |
| Central Córdoba (SdE)     | Argentina | 2018          | 8  | 2  |
| Racing de Córdoba         | Argentina | 2018-2019     | 11 | 2  |
| Las Palmas (Córdoba)      | Argentina | 2020-presente |    |    |

## Palmarés

### Campeonatos nacionales
| Título                                       | Club                | País      | Año  |
| -------------------------------------------- | ------------------- | --------- | ---- |
| Primera B Metropolitana (Cl.)                | Sarmiento (Junín)   | Argentina | 2004 |
| Ascenso a Primera División (Argentina) (CI.) | Belgrano de Córdoba | Argentina | 2011 |
| Primera B Metropolitana (Cl.)                | Sarmiento (Junín)   | Argentina | 2012 |